# Tadeusz Zadrożny
Tadeusz Zadrożny (ur. 20 stycznia 1939 w Uninie) – polski kolarz, mistrz i reprezentant Polski.

## Kariera sportowa
Był zawodnikiem LZS Mazowsze, podopiecznym trenerów Mieczysława Brzezińskiego i Józefa Tropaczyńskiego. Jego największym sukcesem było zdobycie tytułu mistrza Polski w kolarstwie szosowym w wyścigu górskim w 1965. W 1966 i 1967 zdobywał w tych mistrzostwach brązowe medale. W barwach LZS Mazowsze zdobył też złoty (1965) i dwa srebrne (1962 i 1963) medale mistrzostw Polski w szosowym wyścigu drużynowym na 100 km. Ponadto w 1962, 1963 i 1965 zdobywał brązowe medale w torowym wyścigu na 50 km, a w 1965 brązowy medal mistrzostw Polski w przełajach. Kilkukrotnie startował w Tour de Pologne. Wygrywał etapy tego wyścigu w 1963 i 1965 (2 x), a w 1966 zajął 3 m. w klasyfikacji końcowej wyścigu. W 1965 wystartował w mistrzostwach świata, zajmując 65 m. w indywidualnym wyścigu szosowym ze startu wspólnego.